# 云南财经大学
云南财经大学是位于云南省昆明市的省属重点大学，于2006年中由云南财贸学院更名而来，是一所以经济学、管理学为主干学科，法学、哲学、文学、理学和工学协同发展的多科性省属重点大学。
学校现有18个教学单位，学科涵盖经济学、管理学、法学、哲学、文学、理学、工学、艺术学7个门类12个一级学科，其中8个学科为省级重点学科；4个一级学科硕士点和40个二级学科硕士点；设有28个本科专业。

## 学校排名
| 年份 | 校友会排名 | 软科排名 |
| ---- | ---------- | -------- |
| 2022 | 216        | 385      |
| 2021 | 221        | 不適用   |
| 2020 | 232        | 不適用   |
| 2019 | 266        | 310      |
| 2018 | 289        | 278      |